# AirQ+
AirQ+ ist eine kostenlose Software für Windows und Linux Betriebssysteme, die vom WHO-Regionalbüro Europa entwickelt wurde und angeboten wird. Das Programm berechnet das Ausmaß verschiedener gesundheitlicher Auswirkungen im Zusammenhang mit der Exposition einer vorgegebenen Bevölkerung durch die wichtigsten Luftschadstoffe.
AirQ+ wurde in der BreatheLife-Kampagne und in zahlreichen Studien zur Messung der Langzeitbelastung durch Feinstaub (PM2,5) eingesetzt.

## Zweck
AirQ+ ist als Instrument zur Ermittlung des Ausmaßes der Belastung und der Auswirkungen der Luftverschmutzung auf die Gesundheit an einem bestimmten Ort gedacht. Es erfüllt diese Funktion durch die Bereitstellung von Datenanalysen, grafischen Werkzeugen, Tabellen und quantitativen Informationen für bekannte Schadstoffe wie Feinstaub (PM), Stickstoffdioxid (NO2), and Ozon (O3). AirQ+ kann auch Berechnungen für schwarzen Kohlenstoff (BC) durchführen und liefert grobe Schätzungen der Auswirkungen der Luftverschmutzung in Haushalten (Innenräumen) auf die Gesundheit. AirQ+ kann auf die lang- und kurzfristige Belastung durch Luftverschmutzung und auf die langfristige Belastung durch Luftverschmutzung in Haushalten, die durch die Verwendung fester Brennstoffe verursacht wird, angewendet werden.

## Dateneingabe
Für die meisten bekannten Luftschadstoffe muss der Benutzer die folgenden Daten eingeben:
- Daten zur Luftqualität (Konzentration der Luftschadstoffe);
- Werte für das relative Risiko (RR) für den zu beurteilenden Schadstoff (Quelle: epidemiologische Studien; Standardwerte werden bereitgestellt)
- Daten zur gefährdeten Bevölkerung (Bevölkerungsverteilung);
- Gesundheitsdaten (die betreffende gesundheitliche Auswirkung, z. B. Sterblichkeit);
- ein Grenzwert für die zu berücksichtigende Konzentration.

Für Haushalte (Luftverschmutzung in Innenräumen) muss der Nutzer folgende Angaben machen:
- Werte für das relative Risiko (RR);
- Daten für die gefährdete Bevölkerung;
- Gesundheitsdaten;
- prozentualer Anteil der Verwendung fester Brennstoffe.

Ein Mindestmaß an Kenntnissen epidemiologischer Konzepte, insbesondere der Expositions-Wirkungs-Beziehung, des relativen Risikos, des zurechenbaren Risikos und der Berechnung von Lebenszeittabellen ist erforderlich, um die Software zu nutzen. AirQ+ enthält Standardwerte, die Benutzer für die Durchführung von Folgenabschätzungen verwenden können.

## Benutzer
Zu den Benutzern gehören Studenten, Wissenschaftler, Umweltexperten, Entscheidungsträger, Planer und Politikanalysten. Fortgeschrittene Benutzer können die Laufzeitparameter an ihre Bedürfnisse anpassen.

## Versionen
Die erste Version des Programms, AirQ, wurde 1999 als Microsoft Excel-Tabellenkalkulationsprogramm vertrieben, gefolgt von einer weiteren Version von AirQ für Windows in den Jahren 2000, 2004 und 2005. AirQ+ 1.0 wurde im Mai 2016 veröffentlicht. Ein wesentlicher Unterschied zwischen AirQ und AirQ+ besteht darin, dass AirQ+ eine neue grafische Benutzeroberfläche mit mehreren Hilfetexten und verschiedenen Funktionen zur Eingabe und Analyse von Daten und zur Veranschaulichung von Ergebnissen enthält. Die AirQ+-Version AirQ+ 1.2 wurde im Mai 2017 veröffentlicht, gefolgt von 1.3 im Oktober 2018. Version 2.0 wurde im November 2019, Version 2.1 im Mai 2021 und Version 2.2 im März 2023 veröffentlicht. Es ist in den offiziellen Sprachen der WHO EURO-Region verfügbar: Englisch, Französisch, Deutsch und Russisch. Eine polnische Version von AirQ+ ist seit 2023 ebenfalls verfügbar, und spanische, arabische und parsische Versionen sind für 2025 geplant.

## Verwandte Software
Andere online verfügbare Software-Tools zur Berechnung der Auswirkungen der Luftverschmutzung wurden von der United States Environmental Protection Agency mit BenMAP und von Health Canada mit dem Tool AQBAT entwickelt.